# Selma Gustafsson

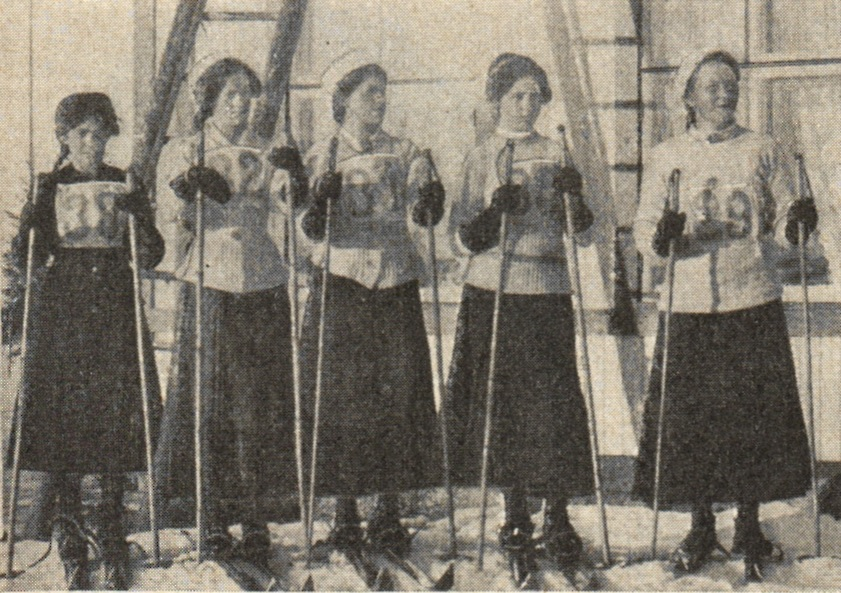
Selma Gustafsson (längst till höger). Extrapris på 5 km för flickor under 18 vid DM i Insjön 1911

Selma Amalia Gustafsson, gift Carlberg, född 25 september 1895 i Säfsnäs socken i Dalarna, död 17 december 1971 i Fliseryd i Kalmar län, var en svensk skidåkare tävlande för Säfsnäs IF.
Hon var dotter till Viktor Gustafsson och syster till skidåkaren Ragnar Gustafsson samt från 1918 gift med den värmländske skidåkaren John Carlberg (1892–1934) och sedermera bosatt i Småland.
Gustafsson vann det första svenska officiella mästerskapet i längdskidor för kvinnor 1917. Tävlingen var 10 km lång och hölls i Stockholm. Selma Gustafsson blev en symbol för svensk skidåkning och kvinnors rättigheter.